# إسماعيل توريس
إسماعيل توريس (بالإسبانية: Ismael Torres)‏ هو دراج أرجنتيني، ولد في 27 مارس 1952، وتوفي في 21 أكتوبر 2003.

## وصلات خارجية
- إسماعيل توريس على موقع أوليمبيديا (الإنجليزية)